# 博克格雷溫克海岸
73°0′S 169°30′E / 73.000°S 169.500°E
博克格雷溫克海岸（
英語：）是南極洲的海岸，位於維多利亞地，處於阿代爾角和華盛頓角之間，由新西蘭南極名稱委員會命名，現時由南極條約體系管理。